# 作用于中枢神经的抗高血压药
作用于中枢神经的抗高血压药

## 作用机理
此类药物能够激动中枢神经α受体，当此类药物与中枢α受体结合之后，可以通过神经节减少外周交感神经末梢去甲肾上腺素释放而产生降压作用。

## 不良反应
这类药物常见的不良反应有嗜睡、口干、眩晕等，骤然停药会有反跳。其中的可乐定久用可能引起肾小球滤过率降低而导致钠水潴留；其中的甲基多巴大量使用可能导致溶血性贫血、粒细胞减少、肝损伤等。

## 代表药物
- 可乐定
- 甲基多巴